# Silnice II/489
Silnice II/489 je silnice II. třídy, která vede z Fryštáku přes Lukov, Kašavu a Držkovou. Za Držkovou se napojuje na silnici II/437 směrem do Hošťálkové. Je dlouhá 15,626 km. Prochází jedním krajem a dvěma okresy.

## Vedení silnice

### Zlínský kraj, okres Zlín
- Fryšták (křiž. II/490)
- Lukov (křiž. II/491, III/49015)
- Kašava (křiž. III/4892, III/4893)
- Držková

### Zlínský kraj, okres Vsetín
- křižovatka s II/437